# Rue de l'Oculus
Rue de l'Oculus är en underjordisk gågata i Forum des Halles i Quartier des Halles i Paris första arrondissement. Gatans namn är av oklart ursprung. Rue de l'Oculus börjar vid Rue du Cinéma 11 och slutar vid Rue de la Boucle 51.

## Bilder
| - Gatuskylt. - Saint-Eustache. - Jardin Nelson-Mandela. - Place Carrée. |

## Omgivningar
- Saint-Eustache
- Jardin Nelson-Mandela
- Place Carrée
- Passage des Lingères

## Kommunikationer
- Tunnelbana – linje  – Les Halles
- Busshållplats Bourse de Commerce – Paris bussnät

### Webbkällor
- ”Rue de l'Oculus”. Mairie de Paris. https://web.archive.org/web/20160303202518/http://www.v2asp.paris.fr/commun/v2asp/v2/nomenclature_voies/Voieactu/6812.nom.htm. Läst 2 oktober 2023.